# Imielin (metropolitana di Varsavia)
Imielin (nome ufficiale: A3 Imielin) è una stazione della linea M1 della metropolitana di Varsavia. È stata inaugurata nel 1995.